# Eoophyla reunionalis
Eoophyla reunionalis is een vlinder uit de familie van de grasmotten (Crambidae), uit de onderfamilie van de Acentropinae. De wetenschappelijke naam van deze soort is voor het eerst gepubliceerd in 1988 door Pierre Viette.
De soort komt voor in Réunion.